# Horisme invicta
Horisme invicta là một loài bướm đêm trong họ Geometridae.